# Spilsby
Spilsby ist eine Kleinstadt mit 2336 Einwohnern (Zählung im Jahr 2001) in Lincolnshire im mittleren Osten (East Midlands) von England.

## Geografie

### Lage

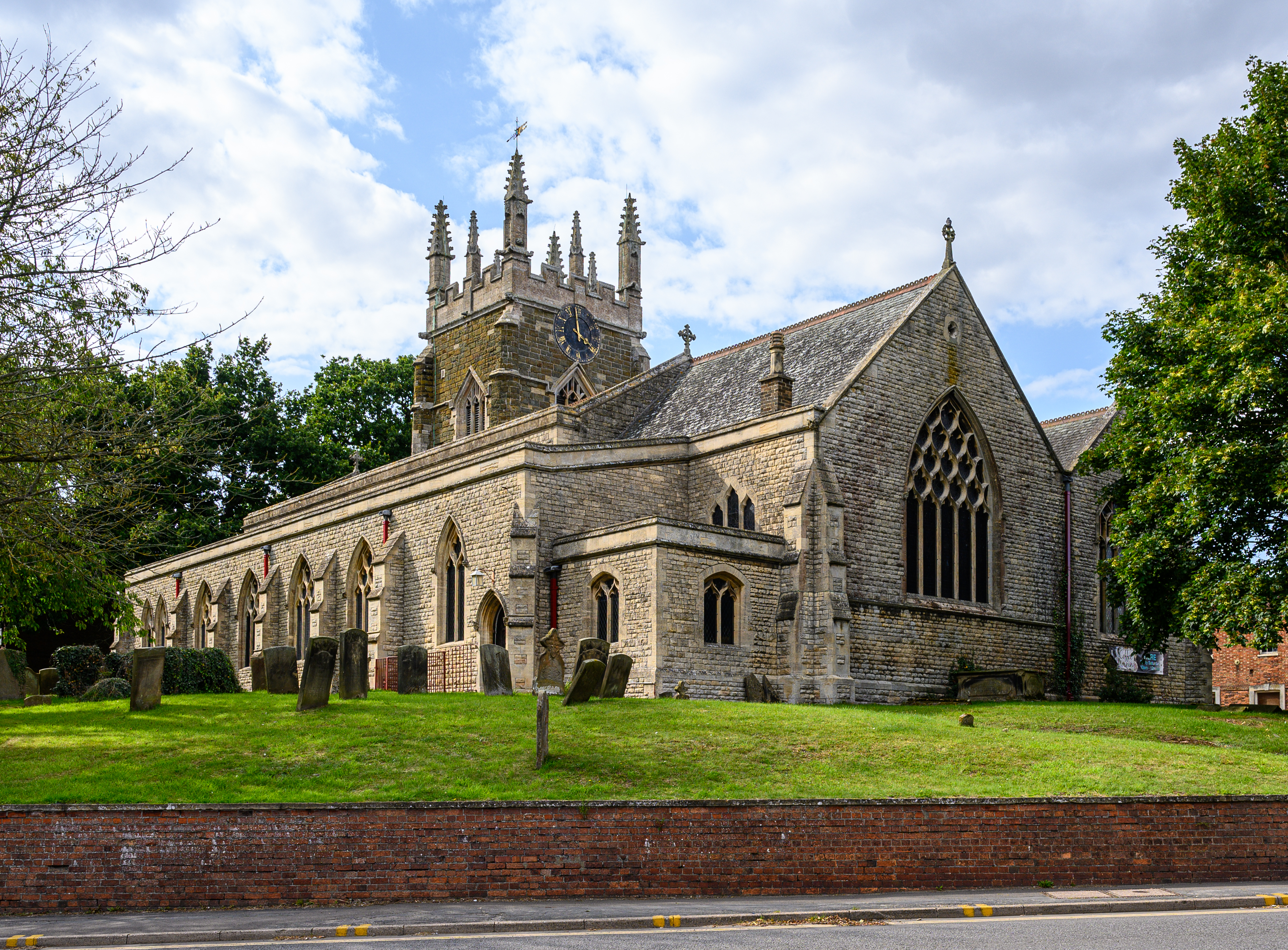
Parish Church of Saint James

Spilsby liegt am südlichen Rand der Lincolnshire Wolds und ist 25 km von der östlich gelegenen Nordsee entfernt. Es liegt 21 km nordwestlich von Skegness, 27 km nordöstlich von Boston und 53 Kilometer östlich der Kreisstadt Lincoln.
Die Umgebung von Spilsby ist im Norden gekennzeichnet durch die sanft hügeligen „Wolds“; im Osten durch eine sich zur Nordsee erstreckende Marschlandschaft; im Süden durch eine Geestlandschaft mit intensivem Ackerbau und im Westen durch satte Weiden.

## Verkehr
Spilsby befindet sich direkt neben der Hauptverkehrsstraße 16, die in Nord-Süd-Richtung von Grimsby nach Boston verläuft. Der Ort befindet sich unweit der Hauptstraße A158, die von Lincoln nach Skegness führt.

## Partnerstädte

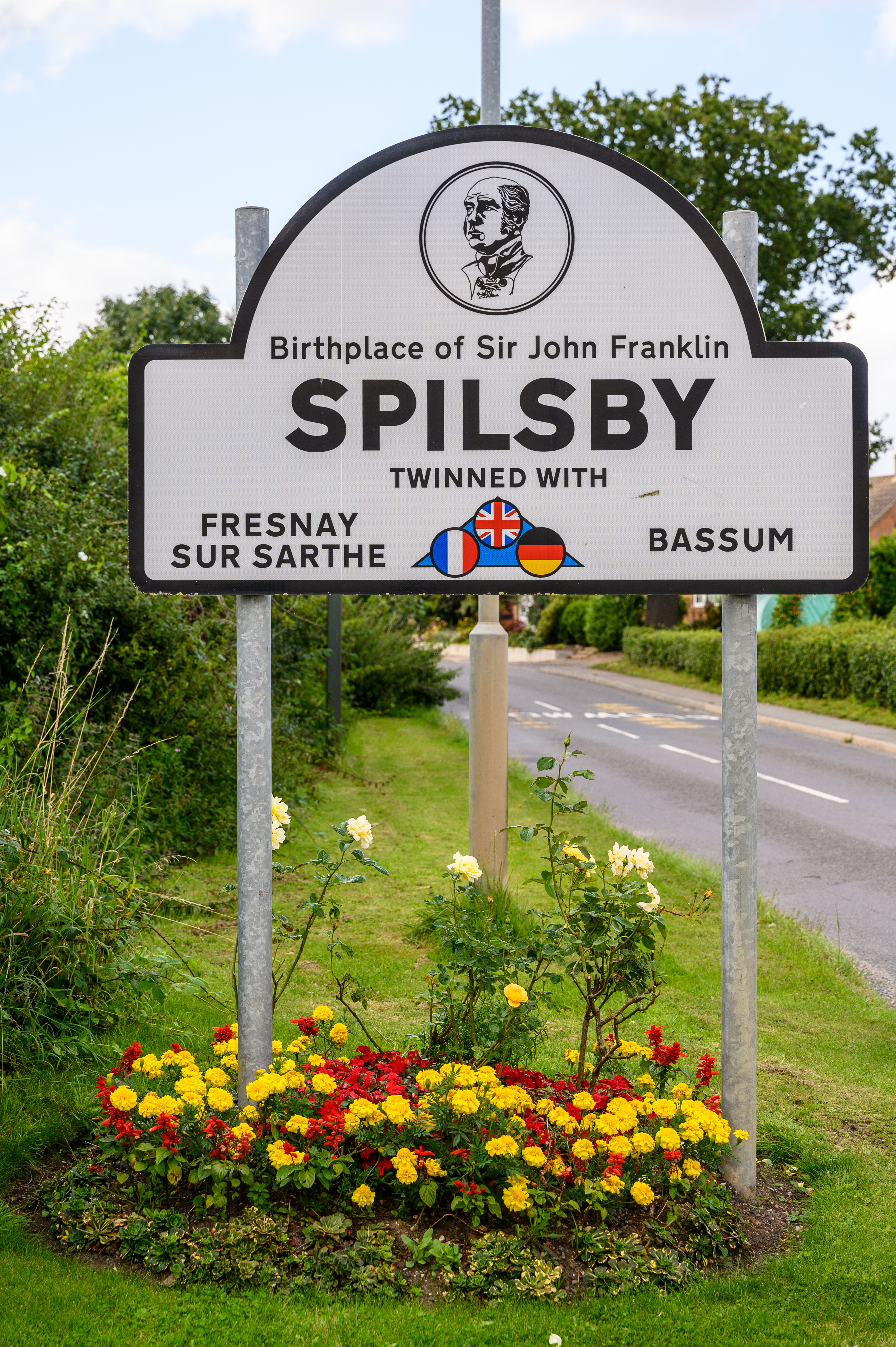
Ortstafel am Stadteingang

Spilsby unterhält mit folgenden Städten eine Städtepartnerschaft.
- Fresnay-sur-Sarthe (Département Sarthe, Frankreich) seit 1988[2]
- Bassum (Landkreis Diepholz, Niedersachsen) seit 2010[3]
- Von 1986 bis 1999 bestand eine Schulpartnerschaft zum niedersächsischen Gymnasium Ulricianum der Stadt Aurich.

## Persönlichkeiten
- John Franklin (1786–1847), englischer Konteradmiral und Polarforscher
- Reg Calvert (1928–1966), Musikmanager und Radiopirat
- David Blackbourn (* 1949), britischer Historiker